# よかいち
よかいちは、宝酒造の焼酎の銘柄。

## 概要
宮崎県児湯郡高鍋町に所在する「黒壁蔵」で製造されている。「よか」は九州で「良い」を意味し、これに一を組み合わせて命名された。米焼酎と麦焼酎と芋焼酎が製造されている。
1993年に九州と山口県で販売され始めて、後に日本全国で販売されるようになる。そして宝酒造の焼酎を代表するブランドにまでなる。
ラベルの字は榊莫山によって書かれた。榊莫山はよかいちのテレビCMに出演し、このことから「莫山先生」の愛称で親しまれるようになり、多数のテレビ番組に出演するようになる。